# Isla Pariseau
Isla Pariseau (en francés: Île Pariseau) es una pequeña isla situada en el río conocido como Rivière des Prairies, en Quebec.
La isla forma parte del archipiélago de Hochelaga y está conectada a la Isla Jesús, en Quebec, Canadá.
Isla Pariseau se encuentra en la Rivière des Prairies en la intersección de Isla Bizard, la Isla de Montreal y la Isla Jésus y pertenece a la ciudad de Laval desde 1965.